# Hanpen

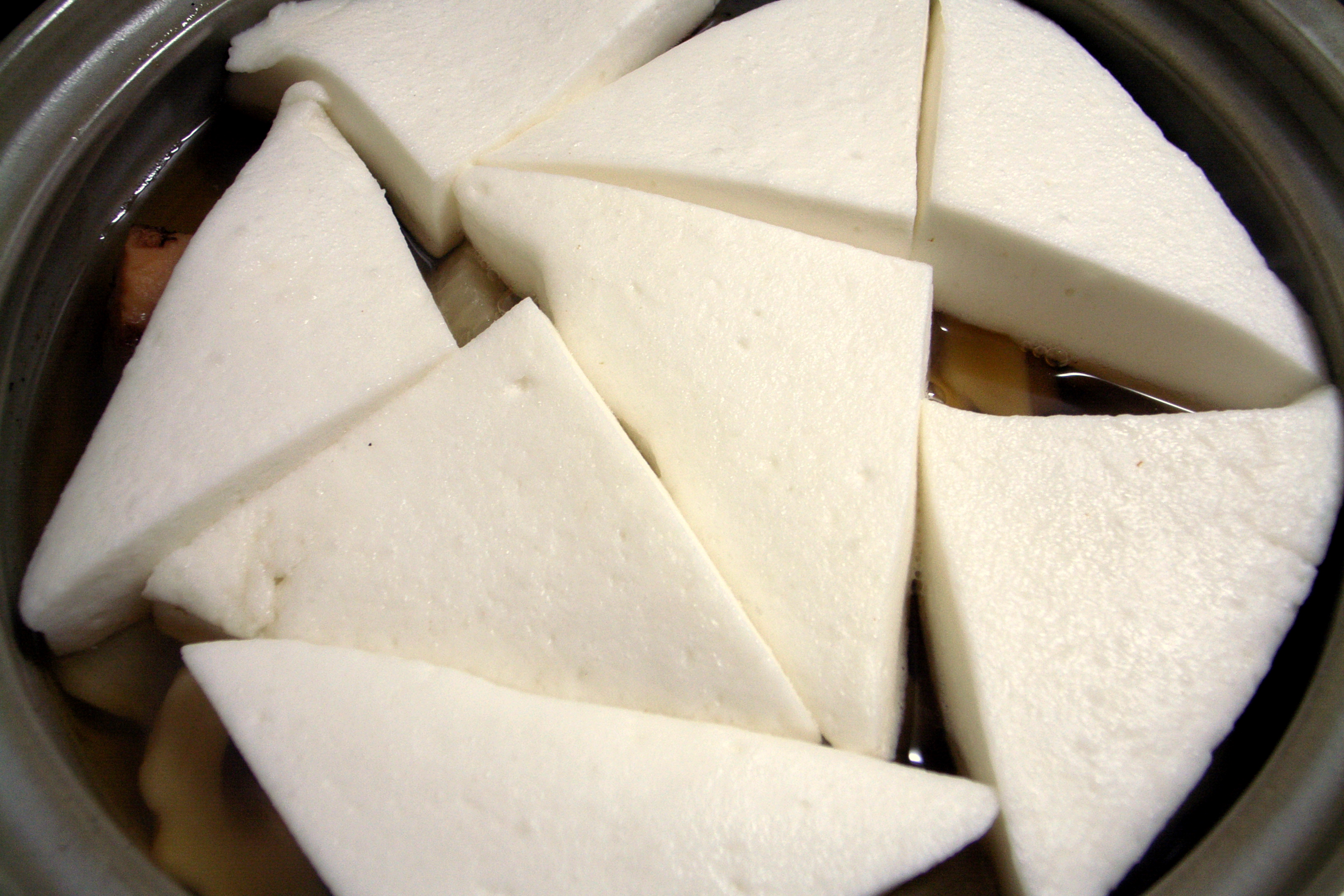
Hanpen.

El hanpen (半片?) es un tipo de surimi blanco y cuadrado con un sabor suave. Se cree que fue inventado durante el periodo Edo en Japón por un cocinero, Hanpei (半平?) de Suruga, y el plato se bautizó en su honor.[cita requerida] Otra teoría sugiere que debido a que tiene forma de triángulo y parece ser la mitad cortada de un cuadrado, es una media (半 han?) pieza (片 pen?). Puede comerse como un ingrediente del oden o la sopa, o también freírse o cocerse en caldo.
En la prefectura de Shizuoka se usan sardinas enteras y el producto resultante tiene un color gris azulado, llamándose kuro hanpen (literalmente ‘hanpen negro’).